# Kozmikus sugárzás
A kozmikus sugárzás olyan nagy energiájú sugárzás, amely elsősorban a Naprendszeren kívülről, távoli galaxisokból származik. Nagy energiájú részecskékből áll. Előfordul benne elektron, proton, gamma-sugárzás és rengetegféle atommag. Ezeknek a részecskéknek a mozgási energiája 14 nagyságrendet fog át. Az egyes részecskék esetén a földfelszínre érkező kozmikus sugárzás fluxusa az energia köbének inverzével arányos. A nagyon eltérő részecskeenergiák a különböző eredet miatt vannak. A kozmikus sugárzás eredhet a Nap nagyenergiájú folyamataiból, de többnyire a világegyetem távoli zugaiból érkezik.
A következő csoportokra oszthatjuk:
- naperedetű kozmikus sugárzás
- galaktikus kozmikus sugárzás
- ultra-nagy energiájú kozmikus sugárzás
- anomális kozmikus sugárzás

## A kozmikus sugárzás felfedezésének története
A kozmikus sugárzásról eredetileg azt tartották, hogy a föld radioaktív izotópjaiból származik. Ezt az elképzelést Victor Hess cáfolta meg 1911-ben, amiért 1936-ban fizikai Nobel-díjat kapott. Légballonokról elektroszkóppal mérte különböző tengerszint feletti magasságokban a sugárzást. Mivel felfelé egyre nagyobb intenzitást tapasztalt, ez a kozmikus eredet mellett szólt. Az 1912-es napfogyatkozás alkalmával végzett ballonos méréseivel azt is kimutatta, hogy nem a Nap a sugárzás elsődleges forrása.
1938-ban Pierre Auger megfigyelt közel egyidejű kozmikus sugárzás eseményeket, amelyek eltérő irányból jöttek. Arra következtetett, hogy ezek olyan részecskéktől származnak, melyek túl nagy energiájúak voltak ahhoz, hogy behatoljanak a légkörbe. Ezek a részecskék, ahelyett, hogy a légkör atommagjaival ütköznének, rengeteg részecskét hoznak létre, az ún. részecskezáport. Az Auger által észlelt eseményeket megvizsgálva azt találták, hogy azok 1015 eV energiájú részecskéktől származnak, az addig ismerteknél 10 milliószor nagyobb energiájú részecskéktől.
A nagyenergiájú kozmikus sugárzás mérését kiterjedt részecskezáporok mintavételezésével először 1954-ben a Harvard College Observatoryban kezdték el. Munkájukból és az ezt követő kísérletekből kiderült, hogy a kozmikus sugárzás energiája elérheti a 1020 elektronvoltot is. Ez egy 200 km/h sebességű teniszlabda energiájának felel meg.

## A kozmikus sugárzás összetétele
- elsőrendű vagy primer komponensek azok a részecskék, amelyek a világűrből érkeznek a Földre. Ezek nagyrészt (90%) protonok, de vannak héliumatommagok is (9%). A maradék nagyenergiájú elektronokból és más atommagokból áll. Az elsőrendű kozmikus sugárzásnak csak kis hányada ér le a tenger szintjére, mert kölcsönhatásba lép a légkört alkotó atomokkal és molekulákkal.
- másodrendű vagy szekunder komponensek azok a részecskék, amelyek a primer komponensek és az atmoszférát vagy a csillagközi ködöket alkotó atomok kölcsönhatása során keletkeznek. Ide főleg a kisebb atommagok, pionok, kaonok és a gamma-sugárzás tartozik. A szekunder komponensek közül a tenger szintjén a müonok dominálnak.

Az ultranagy energiájú sugárzás egyikének részecske megfelelője a zetta részecske. Ennek energiája a CERN által működtetett Genf közeli Nagy Hadronütköztető részecskegyorsítója által létrehozott részecskék energiának milliószorosával egyenértékű. Hogy egy ilyen hatalmas energia milyen eseményekből ered az még eddig ismeretlen, mert egy négyzetkilométernyi Föld-területre csak egy esik évszázadonként. Ilyen ritkán észlelhető részecskék tanulmányozására épül a nagy felfogó területre, 3000 km²-re terjedő berendezéssel ellátott, a Földnek mind déli, mind északi féltekéjén épülődő hatalmas obszervatórium, a nemzetközi Pierre Auger Obszervatórium. A déli féltekén Argentínában található egysége már részben működik. Itt eddig 59 ilyen részecskét gyűjtöttek össze. Mivel ilyen nagy energiájú sugárzás felfedezése nagy meglepetést jelentett, mert elgondolás szerint, ha ez az ősrobbanásból származna, akkor annak energiáját az útjába kerülő fotonok tömegével való ütközés igen lelassította volna; így a következtetés az, hogy forrásuk sokkal közelebb van, vagyis csak néhány százmillió fényév távolságban megfigyelhető közeli galaxisokban lezajló jelenségekből erednek.

## Kozmikus sugárzást vizsgáló kísérletek
- ICARUS (Imaging Cosmic And Rare Underground Signal)
- CLEAN (Cryogenic Low-Energy Astrophysics with Neon)

## Hatásai

### Élővilág
Az élőlények számára kifejezetten veszélyes, rákkeltő hatásuk van a kozmikus sugaraknak, főleg a töltött részecskék és a gammasugarak miatt. Legnagyobb kárt a nagy energiájú sugarak okoznak.

### Elektronika
Az elektroncsövekre nincsen hatással, de a félvezetőkre annál inkább. A kozmikus sugarak zavarják a félvezetők működését, rosszabb esetben tönkre is mehet az adott alkatrész. (Más kérdés, hogy az űreszközökben speciális, árnyékolt félvezetőket használnak, azonban az erőteljes napszél ezekben is kárt okozhat.) A legnagyobb károkat itt is a nagy energiájú részecskék okozzák.

## Külső hivatkozások
- Domokos Gábor – Kövesi-Domokos Zsuzsa: Részecskebombák a világűrből Természet Világa, Mikrovilág különszám, 2000
- Patkós András: Részecskék az univerzumban, Fizikai Szemle 2007. május
- A Pierre Auger Obszervatórium honlapja